# José Antonio Torres (sacerdote)
No debe confundirse con José Antonio el Amo Torres ni con su hijo José Antonio Torres Venegas, quienes también fueron insurgentes.

El presbítero o padre José Antonio Torres (San Diego Cocupao, Michoacán, 1770 - Rancho de las Cabras, Silao, 1 de enero de 1819) fue un sacerdote católico novohispano que participó en el bando insurgente durante la guerra de la independencia de México.

## Estudios y primeros años de insurgencia
Realizó estudios para ser sacerdote por la decisión de sus padres. Fue asignado a la vicaría fija de Cuitzeo del Porvenir. Cuando Miguel Hidalgo inició la revolución mediante el grito de Dolores se unió a los insurgentes. Militó bajo las órdenes de Albino García, con quien realizó campañas en la provincia de Michoacán, en Pénjamo y en el actual municipio de Valle de Santiago. Tomó parte en el infructuoso ataque a Valladolid (hoy Morelia) del 2 de junio de 1811. Al morir Albino García, en julio de 1812, se mantuvo inactivo. 
Volvió a tomar las armas en 1814. Aunque llegó a tener algunos éxitos en sus campañas militares, fue derrotado en la provincia de Guanajuato por Agustín de Iturbide en muchas ocasiones. El 4 de febrero de 1815, Torres, el Giro, Lucas Flores y Saucedo unieron sus fuerzas para atacar Acámbaro, sin embargo fueron rechazados por las tropas realistas. El 25 de enero de 1816 ataca e incendia la población de Yurécuaro, llevándose como prisioneros a los sobrevivientes del ataque al Fuerte de los Remedios, que estaba ubicado en el cerro de San Gregorio, -cercano a Pénjamo- y en el cual Torres tenía su base de operaciones.

## Junta de Jaujilla
Tras la disolución del Congreso de Chilpancingo por órdenes de Manuel Mier y Terán, y al disolverse subsecuentemente la Junta de Taretan por órdenes de Juan Pablo Anaya, Torres se unió a los jefes insurgentes de Michoacán —Remigio Yarza, Víctor Rosales, José María Izazaga, Manuel Amador y José de San Martín— para formar la Junta de Uruapan y posteriormente la de Jaujilla. Fue nombrado uno de los vocales de esta última. Se estableció en el fuerte de los Remedios en el cerro de San Gregorio, muy cerca de Pénjamo, desde ahí organizó sus expediciones. Fue combatido por los comandantes realistas Castañón y Orrantia.
En 1817, Xavier Mina llegó al fuerte del Sombrero para entrevistarse con los miembros de la Junta de Jaujilla. En el fuerte de los Remedios conferenció con el padre Torres, el doctor San Martín y el licenciado Cumplido, quienes le otorgaron el mando superior. El coronel Novoa, quien había llegado con Mina, quedó encargado de la defensa del fuerte de los Remedios. Aunque el padre Torres accedió a ceder el mando y ofreció sumisión y apoyo a Mina, en realidad no lo cumplió. Cuando éste fue sitiado en el fuerte del Sombrero por las tropas del mariscal Pascual Liñán en lugar de cortar las líneas de suministro de los sitiadores, fue derrotado al confrontar a las tropas del mayor Juan Ráfols en las llanuras de Silao el 12 de agosto. Los insurgentes abandonaron el fuerte del Sombrero y se refugiaron en el de los Remedios. A finales del mismo mes, comenzó el sitio del lugar por parte de las tropas realistas de Liñán. 
Aunque Mina intentó ayudar a los sitiados, fue capturado y ejecutado el 11 de noviembre ante la vista de los insurgentes que se encontraban en el fuerte de los Remedios. Cinco días más tarde, los realistas intentaron un asalto pero fueron rechazados, sus bajas ascendieron a casi cuatrocientos efectivos. Liñán solicitó refuerzos y artillería al virrey. Finalmente, el 1 de enero de 1818, el fuerte cayó ante los constantes embates, esta derrota fue un duro golpe para los insurgentes, el padre Torres logró escapar con algunos cuantos de sus hombres.

## Últimas campañas y disidencia con los insurgentes
Continuó realizando campañas militares en la zona. El 3 de febrero de 1818 intentó ayudar a la Junta que se encontraba sitiada en Jaujilla por las tropas realistas de Barradas y Aguirre. Fue derrotado por Lara en las cercanías de Pénjamo. A partir de esta derrota, optó por un sistema de desolación, incendió rancherías en Uruapan, San Francisco, Penjamillo y Pénjamo. Invitó a comer a su lugarteniente Lucas Flores —quien no había podido introducir víveres al sitio de los Remedios—, después de jugar naipes con él, lo mandó fusilar en venganza de lo ocurrido. Asimismo, ordenó sin causa justificada el fusilamiento de Remigio Yarza, quien había sido secretario del Congreso de Anáhuac y uno de los firmantes de la Constitución de Apatzingán.
En los primeros días de abril de 1818, los insurgentes que obedecían a Torres se reunieron en Puruándiro para discutir sus excesos, acordaron sustituirlo por Juan Arago, hermano del astrónomo François Arago que había llegado en la expedición de Mina. Este nombramiento fue aprobado por la Junta de Huetamo, pero el presbítero Torres no acató la decisión, optó por unirse a Encarnación Ortiz y sus hermanos "los Pachondos". El 18 de abril de 1818, con una fuerza de mil cuatrocientos hombres, atacó a Anastasio Bustamante en el rancho de Los Frijoles en Huanímaro. A pesar de que la caballería insurgente estaba segura del triunfo sobre la infantería realista, fue dispersada por el fuego nutrido que ordenaron Manuel Ramírez y Gregorio Wolf en sus maniobras de resistencia. Los insurgentes perdieron más trescientos hombres, Torres logró escapar de la última gran batalla en El Bajío. A partir de entonces, por sus desavenencias con Arago y por ser uno de los últimos caudillos de la zona, fue perseguido tanto por el bando insurgente como por el realista.

## Muerte
El coronel realista Joaquín Márquez Donallo lo asedió constantemente obligándolo a refugiarse en la sierra de Guanajuato. No obstante, la muerte de Torres fue a consecuencia de una apuesta en el juego de naipes con el capitán Juan Manuel Zamora. Torres le ganó mil doscientos cincuenta pesos jugando albures, Zamora le pagó mil pesos y dejó en prenda su caballo para pagar al día siguiente el resto de la deuda. Al día siguiente, cuando Zamora se presentó con el resto del dinero, Torres se negó a devolver el caballo. Tras una enconada discusión, Zamora le atravesó una lanza, los acompañantes de Torres, entre ellos uno de "los Pachones" dieron muerte al capitán, pocos minutos después Torres murió a consecuencia de la herida.